# Miles Robinson (labdarúgó)
Miles Robinson (Arlington, 1997. március 14. –) amerikai válogatott labdarúgó, a Cincinnati hátvéde és csapatkapitánya.

## Pályafutása

### Klubcsapatokban
Robinson a Massachusetts állambeli, Arlington városában született. Az ifjúsági pályafutását a Boston Bolts akadémiájánál kezdte.
2017-ben mutatkozott be az Atlanta United észak-amerikai első osztályban szereplő felnőtt keretében. A 2017-es szezonban a Charleston Battery csapatát erősítette kölcsönben. Először a 2018. április 7-ei, Los Angeles ellen 5–0-ra megnyert mérkőzésen lépett pályára. Első gólját 2021. november 7-én, a Cincinnati ellen idegenben 2–1-es győzelemmel zárult találkozón szerezte meg. 2024. január 3-án a Cincinnati szerződtette.

### A válogatottban
Robinson az U20-as és az U23-as korosztályú válogatottakban is képviselte Amerikát.
2019-ben debütált a felnőtt válogatottban. Először a 2019. szeptember 7-ei, Mexikó ellen 3–0-ra elvesztett mérkőzés 58. percében, Walker Zimmermant váltva lépett pályára. Első válogatott gólját 2021. február 1-jén, Trinidad és Tobago ellen 7–0-ás győzelemmel zárult barátságos mérkőzésen szerezte meg.

## Statisztikák
2024. augusztus 14. szerint
| Klub           | Szezon   | Osztály  | Bajnokság | Bajnokság | Kupa  | Kupa | Nemzetközi | Nemzetközi | Összesen | Összesen |
| Klub           | Szezon   | Osztály  | Meccs     | Gól       | Meccs | Gól  | Meccs      | Gól        | Meccs    | Gól      |
| -------------- | -------- | -------- | --------- | --------- | ----- | ---- | ---------- | ---------- | -------- | -------- |
| Atlanta United | 2017     | MLS      | 0         | 0         | 1     | 0    | —          | —          | 1        | 0        |
| Atlanta United | 2018     | MLS      | 12        | 0         | 2     | 0    | —          | —          | 14       | 0        |
| Atlanta United | 2019     | MLS      | 34        | 0         | 5     | 1    | 5          | 0          | 44       | 1        |
| Atlanta United | 2020     | MLS      | 17        | 0         | 0     | 0    | 1          | 0          | 18       | 0        |
| Atlanta United | 2021     | MLS      | 27        | 1         | 0     | 0    | 4          | 0          | 31       | 1        |
| Atlanta United | 2022     | MLS      | 9         | 0         | 1     | 0    | —          | —          | 10       | 0        |
| Atlanta United | 2023     | MLS      | 30        | 2         | 0     | 0    | 2          | 0          | 32       | 2        |
| Cincinnati     | 2024     | MLS      | 17        | 1         | 0     | 0    | 5          | 0          | 22       | 1        |
| Összesen       | Összesen | Összesen | 147       | 4         | 9     | 1    | 17         | 0          | 173      | 5        |

### A válogatottban
| Válogatott       | Év       | Pályára lépés | Gól |
| ---------------- | -------- | ------------- | --- |
| Egyesült Államok | 2019     | 2             | 0   |
| Egyesült Államok | 2021     | 13            | 3   |
| Egyesült Államok | 2022     | 5             | 0   |
| Egyesült Államok | 2023     | 7             | 0   |
| Egyesült Államok | 2024     | 3             | 0   |
| Egyesült Államok | 2025     | 2             | 0   |
| Összesen         | Összesen | 32            | 3   |

#### Góljai a válogatottban
| # | Időpont            | Helyszín                                                      | Ellenfél           | Gólok | Eredmény | Kiírás                     |
| - | ------------------ | ------------------------------------------------------------- | ------------------ | ----- | -------- | -------------------------- |
| 1 | 2021. január 31.   | Exploria Stadion, Orlando, Amerikai Egyesült Államok          | Trinidad és Tobago | 5–0   | 7–0      | Barátságos mérkőzés        |
| 2 | 2021. július 15.   | Children's Mercy Park, Kansas City, Amerikai Egyesült Államok | Martinique         | 3–0   | 6–1      | 2021-es CONCACAF-aranykupa |
| 3 | 2021. augusztus 1. | Allegiant Stadion, Paradise, Amerikai Egyesült Államok        | Mexikó             | 1–0   | 1–0      | 2021-es CONCACAF-aranykupa |

## Sikerei, díjai
Atlanta United
- MLS
  - Bajnok (1): 2018

- US Open Cup
  - Győztes (1): 2019

- Campeones Cup
  - Győztes (1): 2019

 Amerikai válogatott
- CONCACAF-aranykupa
  - Győztes (1): 2021

- CONCACAF Nemzetek ligája
  - Győztes (3): 2019–20, 2022–23, 2023–24

Egyéni
- MLS All-Stars: 2021, 2024
- MLS Best XI: 2019, 2021
- CONCACAF-aranykupa Best XI: 2021